# Yannis Behrakis

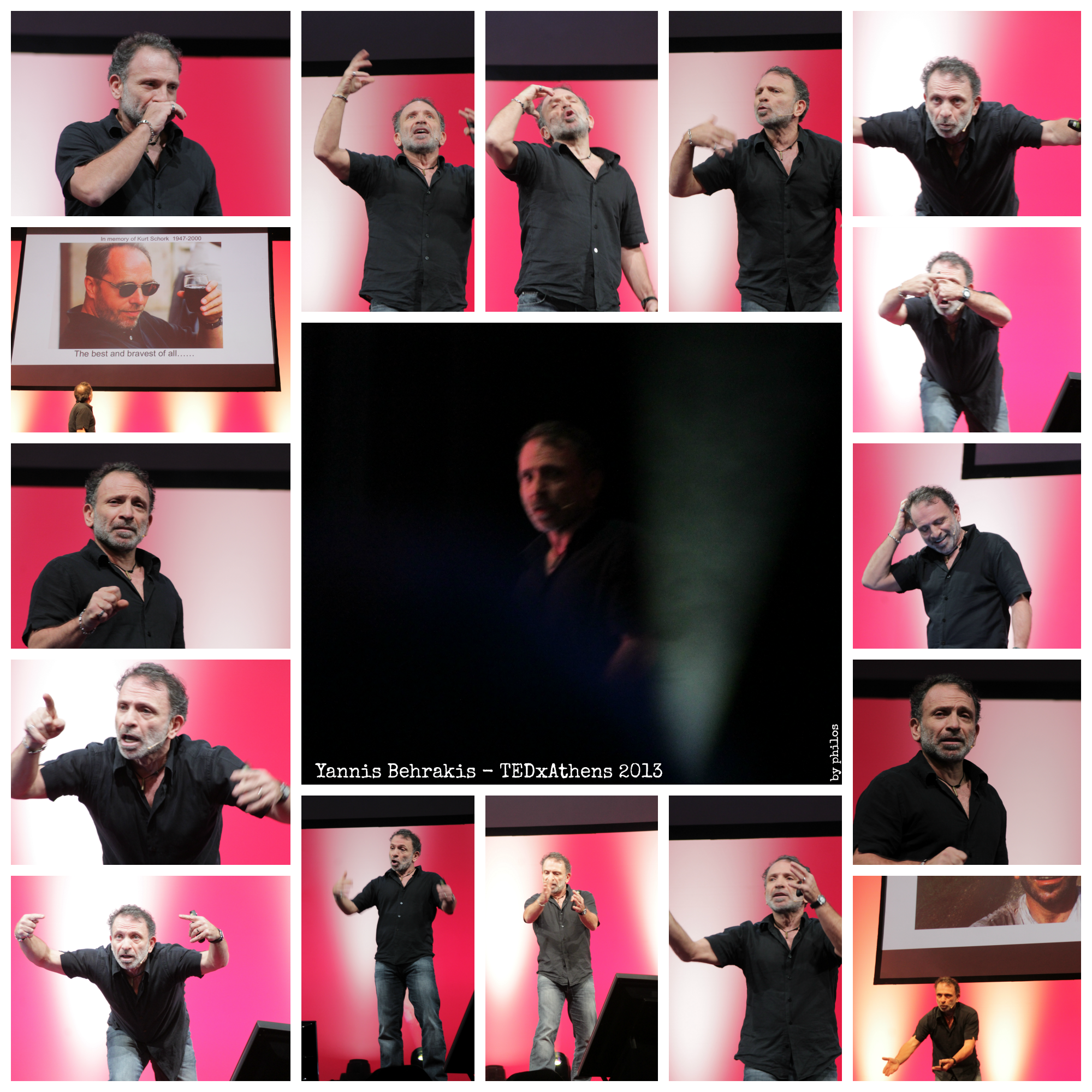
Yannis Behrakis na TEDxAthens, 2013

Yannis Behrakis (1960 Athény – 2. března 2019 Athény) byl řecký fotožurnalista a hlavní redaktor společnosti Reuters.

## Životopis
Yannis Behrakis se narodil v roce 1960 v Aténách v Řecku. Vystudoval fotografii na Aténské škole umění a techniky a získal titul BA na Middlesex University. V letech 1985–1986 pracoval jako fotograf v Aténách. V roce 1987 začal pracovat jako smluvní dodavatel pro Reuters a koncem roku 1988 mu bylo nabídnuto pracovní místo u agentury se sídlem v Aténách. Jeho první zahraniční úkol byl v lednu 1989 v Libyi. Od té doby dokumentoval celou řadu událostí včetně pohřbu Ayatoláha Chomejního v Íránu, změny ve východní Evropě a na Balkáně, války v Chorvatsku, Bosně a Kosovu, Čečensku, Sierra Leone, Somálsku, Afghánistánu, Libanonu, první a druhou válku v Zálivu v Iráku, arabské jaro v Egyptě, Libyi a Tunisku, občanskou válku na Ukrajině, bombardování Severoatlantické aliance Islámského státu ISIS v Ajn al-Arab v Sýrii, řeckou finanční krizi a uprchlickou krizi v roce 2015.
Během mnoha let fotografoval také izraelsko-palestinský konflikt, zemětřesení v Kašmíru, Turecku, Řecku a Íránu a významné události po celém světě. Také dokumentoval čtyři letní olympijské hry, Mistrovství světa ve fotbale 1994 v USA a mnoho mezinárodních sportovních událostí. V roce 2008/2009 se s Reuters dostal do Jeruzaléma jako hlavní fotograf pro Izrael a palestinské území. V roce 2010 se vrátil zpět do Řecka, aby zachytil finanční krizi.
Zúčastnil se skupinových a samostatných výstav v Aténách, Soluni, Londýně, Edinburghu, New Yorku, Římě, Barceloně, Madridu, Portugalsku, Francii a Dubaji.
V roce 2000 přežil Behrakis nástražnou léčku v Sierra Leone, při níž byl zabit americký reportér Kurt Schork a španělský kameraman Miguel Gil Moreno de Mora z televizní společnosti Associated Press. Behrakisovi a jihoafrickému kameramanovi Marku Chisholmovi se podařilo dostat pryč od útočníků do bezpečí. V roce 2016 vedl tým společnosti Thomson Reuters, a ve stejném roce získal cenu Pulitzer Prize for Breaking News Photography.
Behrakis zemřel po dlouhé bitvě s rakovinou v Aténách 2. března 2019, ve věku 58 let. Zanechal po sobě dceru Rebeccu, syna Dimitrije a manželku Elisavet.  

## Ocenění
- Jako člen fotografického štábu Reuters, Pulitzerova cena , Breaking News Photography, 2016.[3]
- European News Photographer of the Year, European Fuji Awards (v letech 1998, 2002 a 2003)[5]
- Greek News Photographer of the year (Řecký fotožurnalista roku), sedmkrát Greek Fuji Awards[5]
- Overseas Press Club of America photography award (1999)[6]
- 1. cena v kategorii General News Stories od nadace World Press Photo Foundation za jeho dílo v Kosovu (2000)[6][7]
- Botsis Foundation Award (2000) [6]
- Třikrát Bayeux-Calvados Awards for war correspondents.[8]
- 2004, 2009, 2013, 2014,[9] 2015,[10] a 2016[11] awards in the China International Press Photo Contest
- 2012 award of excellence in Best of Photojournalism (BOP) in General news stories
- 2013 a 2015 awards in General news category of Pictures of the Year international (POYi) od Missouri School of Journalism[12][13]
- 2015 – Photographer of the year (Fotograf roku) od The Guardian newspaper[14]
- 2015 – Photojournalist of the year (Fotožurnalista roku) od Reuters
- 2016 – Days Japan International Photojournalism Awards, první cena[15]
- 2016 – Prix Bayeux-Calvados des correspondants de guerre